# Liste der Naturdenkmale in Ilbesheim (Donnersbergkreis)
Die Liste der Naturdenkmale in Ilbesheim nennt die im Gemeindegebiet von Ilbesheim ausgewiesenen Naturdenkmale (Stand 28. März 2024).

## Naturdenkmale
| Nr.         | Bezeichnung  | Lage                | Beschreibung                                                  | Bild                                    |
| ----------- | ------------ | ------------------- | ------------------------------------------------------------- | --------------------------------------- |
| ND-7333-125 | Weinbirnbaum | Friedhofstraße Lage | Pyrus communis, um 1900 gepflanzt, 16 m hoch bei 1,9 m Umfang | Direkt Bild zu diesem Denkmal hochladen |